# Filipinas prehispánica
La historia registrada de las Filipinas comienza en el 900 d. C. con la inscripción sobre cobre de Laguna, el documento encontrado más antiguo escrito en una lengua filipina. En la misma inscripción se puede leer su fecha de creación. Su descifrado en 1992 atrasó seiscientos años la frontera entre la historia y la prehistoria de Filipinas, que hasta entonces se consideraba acorde a la llegada de la expedición Magallanes-Elcano en 1521. La época comprendida entre estas dos fechas (900 d. C. - 1521) es lo que se denomina Filipinas prehispánicas o Filipinas precolonial.
Durante esta época, las islas Filipinas se encontraron bajo la influencia primero de la Indosfera (India) y después de la Sinosfera (China), por lo que en ellas se pudieron desarrollar culturas sofisticadas y diversas.
Las islas Filipinas nunca estuvieron unidas bajo un mismo gobierno previamente a la conquista española. Con anterioridad a ocupación española, las islas estuvieron compuestas de reinos, rajanatos y sultanatos diferentes. Algunas tierras estaban también bajo control extranjero, por ejemplo, Manila, que formó parte del Imperio de Brunéi (siglos XV-XIX). También muchas hipótesis apuntan a que Mindanao estuvo bajo el Imperio mayapajit, con capital en Java Este, actual Indonesia. La primera vez que las islas se unificaron bajo un mismo gobierno fue con la colonización española, la Capitanía General de Filipinas.

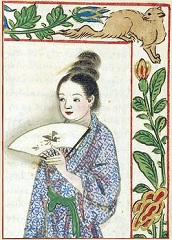
Fragmento del Códice Boxer.

Otras fuentes de la historia precolonial incluyen hallazgos arqueológicos y registros de contacto con la Dinastía Song, el Imperio de Brunéi, Japón, comerciantes musulmanes, así como registros genealógicos de los gobernantes musulmanes recogidas por cronistas españoles en el siglo XVII, así como patrones culturales que permanecen a pesar de la hispanización.

## Barangays
En la historia temprana de Filipinas, el barangay era una unidad sociopolítica compleja que los estudiosos históricamente han considerado como el patrón organizativo dominante entre los diversos pueblos del archipiélago filipino. El término barangay literalmente significa casa o barco. Aunque se les llama estados Barangay, se desconoce la forma de gobierno exacta de todos ellos. Algunos barangays eran aldeas independientes bien organizadas, de treinta a cien hogares. Otros eran ciudades cosmopolitas, parecidas a las ciudades-estado de la Antigua Grecia.
No se debe confundir con el uso actual de la palabra Barangay, usado por la Administración filipina para referirse a los barrios de las ciudades.

### Tumbas de Kamhantik

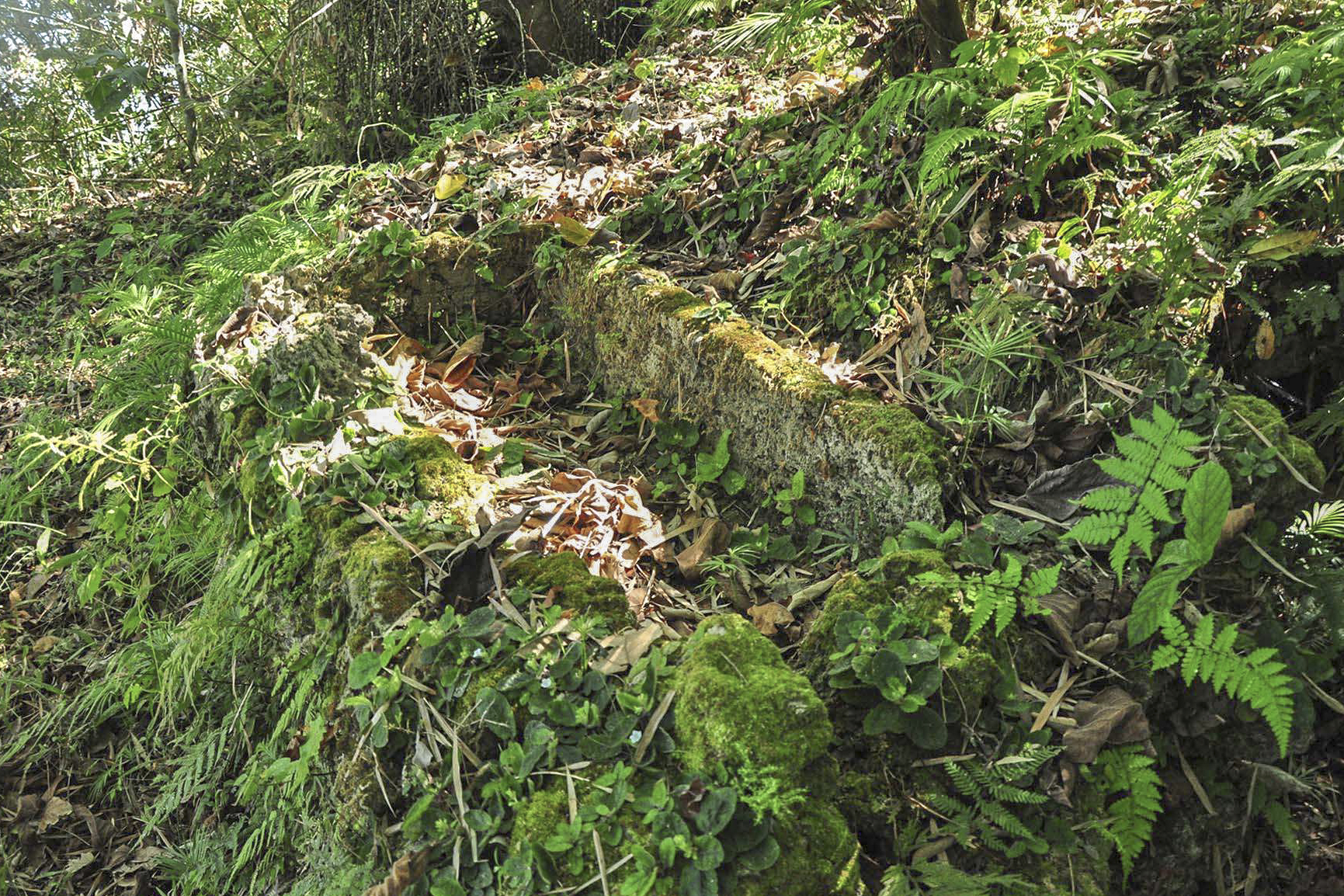
Tumba en Kamhantik

Las tumbas de Kamhantik son las ruinas (280 ha) de un antiguo barangay (pequeños reinos en la Filipinas precolonial) que se encuentra en la provincia de Quezon, al sur de la isla de Luzón. Son quince tumbas que fueron excavadas por arqueólogos manileños del Museo Nacional de las Filipinas en 2011. Se construyeron entre el 890 y el 1030 d. C. y aparte de una función funeraria, al parecer también fue un área habitada. Aunque oficialmente se descubrieron en 2011, ya eran conocidas por los lugareños y por los caza-tesoros que expoliaron gran parte de su contenido. En la actualidad los lugareños creen que las tumbas de Kamhantik fueron construidas por sus ancestros tagalos con la ayuda de seres mitológicos llamados anitos, enviados por Bathala, la deidad suprema de los antiguos tagalos.

### Kedatuan de Madja-as
La Confederación/Kedatuan de Madja-as fue una legendaria entidad política precolonial suprabarangánica en la isla de Panay en Filipinas. Se menciona en el libro de Pedro Monteclaro titulado Maragtas. Supuestamente fue creado por Datu Sumakwel para ejercer su autoridad sobre todos los demás datus de Panay. los Maragtas también aparecieron en el fraile agustino, Rev. Fr. Los relatos bisayanos de Tomas Santaren sobre los primeros asentamientos de Borneo (originalmente una parte del apéndice del libro Igorrotes: estudio geográfico y etnográfico sobre algunos distritos del norte de Luzon Igorots: a Geographic and etnographic study of ciertos distritos del norte de Luzón por el padre Ángel Pérez) Además, los personajes y lugares mencionados en el libro Maragtas, como Rajah Makatunaw y Madj-as, se pueden encontrar en Ming Dynasty Annals and Arabic Manuscripts. Sin embargo, las fechas escritas son anteriores, ya que se registró que Rajah Makatunaw databa de 1082 d. C. y era descendiente de Seri Maharajah (según los anales chinos), mientras que el libro de Maragtas lo ubicaba en el año 1200. J. Carrol en su artículo: "The Word Bisaya in the Philippines and Borneo" (1960) piensa que podría haber evidencia indirecta en la posible afinidad entre Visayans y Melanaos, ya que especula que Makatunao es similar con el antiguo líder de Melanao llamado "Tugao". Los anales y mapas chinos registran Madja-as como está marcado con la ciudad de Yachen 啞陳 (Oton, que es un distrito en Panay, una isla bajo Madja-as Kedatuan)

### Madja-as asedio de Brune
Según el fraile agustino, el reverendo p. Santaren, Datu Macatunao o Rajah Makatunao es el “sultán de los Moros”, y pariente de Datu Puti que se apoderó de las propiedades y riquezas de los diez datus. Los guerreros de Borneo Labaodungon y Paybare, después de enterarse de esta injusticia de su suegro Paiburong, navegaron a Odtojan en Borneo, donde gobernaba Makatunaw. Los guerreros saquearon la ciudad, mataron a Makatunaw y su familia, recuperaron las propiedades robadas de los 10 datus, esclavizaron a la población restante de Odtojan y navegaron de regreso a Panay. Labaw Donggon y su esposa, Ojaytanayon, se establecieron más tarde en un lugar llamado Moroboro. Luego hay descripciones de varios pueblos fundados por los datus en Panay y el sur de Luzón.

## Indianización

Expansión del hinduismo por Asia.

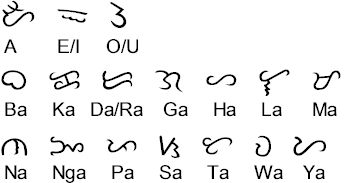
Escritura Baybayin, una de las muchas escrituras suyat que se formaron en las Filipinas.

Entre los siglos I y VI, el Sudeste Asiático estaba bajo la influencia cultural del Mundo indio. Por ello surgieron durante varios siglos numerosos principados e imperios indianizados (término que surgió precisamente por la influencia de la cultura india a estas áreas). Los efectos del hinduismo y el budismo aplicaron un tremendo impacto en las muchas civilizaciones que habitaban el sudeste asiático, lo que proporcionó una cierta estructura a la composición de las tradiciones escritas. Un factor esencial para la difusión y adaptación de estas religiones se originó a partir de los sistemas de comercio de los siglos III y IV. Para difundir el mensaje de estas religiones, monjes budistas y sacerdotes hindúes se unieron a clases mercantiles en la búsqueda de compartir sus valores y creencias religiosas y culturales.
Alrededor del siglo XII, un grupo de personas del norte de Mindanao se asentaron en las vecinas islas de Bohol y Panglao. Provenían de una nación llamado Lutao (probablemente un reino animista que después devendría en la Confederación de sultanatos de Lanao). Establecieron el Kedatuan de Dapitan en Bohol occidental, que pronto se convertiría en uno de los más prósperos por su actividad comercial con áreas cercanas y mercaderes chinos. El jesuita Francisco Ignacio Alcina (1610 – 1674) escribió sobre Dapitan que era una rica nación y la apodó la Venecia de las Bisayas.

### Escrituras Suyat
Suyat es un nombre colectivo moderno para definir a varias escrituras grupos etnolingüísticos diferentes en Filipinas antes de la colonización española en el siglo XVI. Entre ellas se incluyen la escritura Baybayin, la escritura Kulitana, la escritura Eskayana, la escritura Haununua o la escritura Buhida. 
La inscripción sobre cobre de Laguna (ver abajo) está escrita en alfabeto Kawi, originado en Java y se utilizó en la región indomalaya por el comercio marítimo. Más tarde, entre los siglos XIII y XIV, la escritura se adaptó al idioma tagalo conocida como escritura Baybayin. El término baybayin literalmente significa «sílabas» y forma parte de la familia de alfabetos bráhmicos. El Baybayin se encontró en un yacimiento de Batangas en objetos de loza. Aunque es común la percepción de que el Baybayin reemplazó al Kawi, muchos historiadores creen que convivieron en el tiempo; el Baybayin, que fue descrito por los cronistas españoles y por ello se conoció internacionalmente, era más fácil de aprender y de uso cotidiano. El Kawi probablemente se reservaba para documentos oficiales gubernamentales. El Baybayin era más sencillo, pero Kawi era más conciso.
A pesar de que Kawi fue reemplazado por el guion latino, Baybayin continuó usándose durante la colonización española de Filipinas hasta finales del siglo XIX. Los guiones estrechamente relacionados que todavía se utilizan entre los pueblos indígenas incluyen Hanunóo, Buhid y Tagbanwa.

### Inscripción de Laguna

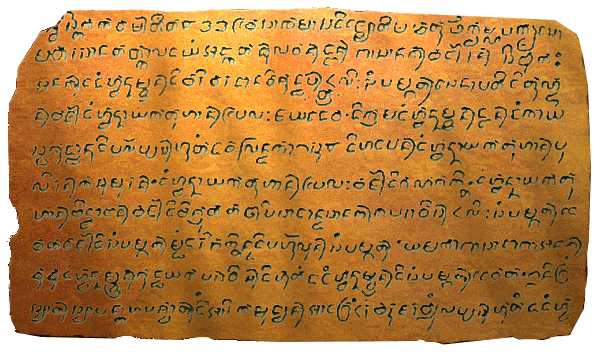
Inscripción de Laguna.

La inscripción sobre cobre de Laguna, también conocida simplemente como LCI, es un documento legal inscrito en el año 900 d. C. en Filipinas sobre una placa de cobre. Se conoce la fecha exacta porque está escrita en él.
Fue adquirido en 1990 por el Museo Nacional de las Filipinas y descifrado por Antoon Postma en 1992. Postma encontró similitudes entre la inscripción y la escritura indonesia Kawi. Postma tradujo la escritura y encontró que la placa venía con su fecha incluida: el año 822 del calendario Saka, mes Waisaka y el cuarto día tras la luna menguante, que corresponde al lunes, 21 de abril, 900 d. C.
El LCI documenta la existencia de varias formas de gobierno en la Filipinas prehispánica, en especial el Reino de Tondó en el delta del río Pasig. Algunos estudiosos apuntan a que también indican la existencia de lazos comerciales, culturales, y políticos entre estos reinos y, al menos, una civilización asiática contemporánea: el reino javanés de Medang.

### Rajanato de Cebú
Cebú, o simplemente Sugbu, era un Raja (monárquico) Mandala (estado) indianizado en la isla de Cebú en Filipinas antes de la llegada de los conquistadores españoles. Se conoce en los registros chinos antiguos como la nación de Sokbu (束務). Según la "leyenda oral" de Visayan, fue fundada por Sri Lumay o Rajamuda Lumaya, un príncipe menor de la dinastía Chola de la India que ocupó Sumatra. Fue enviado por el Maharajá de la India para establecer una base para las fuerzas expedicionarias, pero se rebeló y estableció su propia politia independiente. La capital de la nación era Singhapala (சிங்கப்பூர்) que es tamil-sánscrito o "Leone-Ciudad", las mismas raíces con la ciudad-estado moderna de Singapur. Según el folclore de Visayan, Sri Lumay era mitad tamil y mitad-malayo de Sumatra, que se asentó en las Visayas, y tuvo varios hijos. Uno de sus hijos era Sri Alho, que gobernó una tierra conocida como Sialo que incluía las ciudades actuales de Carcar y Santander en la región sur de Cebú. Sri Ukob gobernó un sistema de gobierno conocido como Nahalin en el norte, que incluía los pueblos actuales de Consolación, Liloan, Compostela, Danao, Carmen y Bantayan. Murió en batalla, peleando con los piratas moros musulmanes conocidos como magalos (literalmente "destructores de la paz") de Mindanao.

### Rajanato de Butuan
Butuan (también llamado Reino de Butuan) fue una entidad política filipina precolonial centrada en el norte de la isla de Mindanao en la ciudad moderna de Butuan en lo que ahora es el sur de Filipinas. Era conocido por su extracción de oro, sus productos de oro y su extensa red comercial en el área de Nusantara. El reino tenía relaciones comerciales con las antiguas civilizaciones de Japón, China, India, Indonesia, Persia, Camboya y las áreas que ahora forman parte de Tailandia.
La evidencia indica que Butuan estuvo en contacto con la dinastía Song de China al menos en el año 1001 d. C. El anal chino Song Shih registró la primera aparición de una misión tributaria de Butuan (Lijehan ??? y Jiaminan) en la Corte Imperial China el 17 de marzo de 1001 d. C. Butuan (o "Buotuan" 蒲端 en chino medio) en esa época era un centro comercial y de extracción de oro en el noreste de Mindanao, conocido por fabricar herramientas y armas de metal, instrumentos musicales y joyas de oro. Los anales chinos describieron a Butuan como un reino hindú con una monarquía budista. El jefe (o "rey") de Butuan llamado Kiling envió un enviado bajo el mando de I-hsu-han, con un memorial formal solicitando el mismo estatus en el protocolo de la corte con el enviado de Champa. El investigador Eric Casino cree que el nombre Kiling no es de origen visayano sino indio, porque Kiling se refiere a la gente de la India. El Sejarah Melayu (Anales malayos) del país vecino de Malasia, se refiere a los Keling redactados de manera similar como inmigrantes de la India. La solicitud de Rajah Kiling de igualdad diplomática en el protocolo hacia su Rajahnate fue luego denegada por la corte imperial china, principalmente debido al favoritismo hacia la civilización Champa.

### Rajanato de Sanmalan
Sanmalan es un estado filipino precolonial ubicado en lo que ahora es Zamboanga, designado en los anales chinos como "Sanmalan" 三麻蘭. Los chinos consignaron un tributo en el año 982 de su rajá o rey, Chulan, representado en la corte imperial por su emisario Ali Bakti. La crónica histórica china posterior Zhufan zhi 諸蕃志 publicada en 1225; escribió una vez más sobre Sanmalan, pero ahora se conocía como Shahuagong. En contraste con su anterior mención como emporio comercial, se convirtió en un estado pirata impulsado por el saqueo de esclavos. Cuando llegaron los españoles, otorgaron el estatus de Protectorado a la antigua entidad política de Sanmalan, que anteriormente había estado bajo la esfera del Sultanato de Sulu. Bajo el dominio español, el emplazamiento de Sanmalan recibió inmigrantes militares provenientes de México y Perú. Después de una rebelión contra el dominio español, el estado que reemplazó a España y que había subsistido en lo que alguna vez fue el emplazamiento de Sanmalan, fue la efímera República de Zamboanga.

### Guerra contra el Imperio Hindú de Majapahit
En los años 1300, los anales chinos, Nanhai zhi, informaron que Brunéi invadió o administró los reinos filipinos de Butuan, Sulu y Ma-i (Mindoro) que recuperarían su independencia en una fecha posterior. Según el Nagarakretagama, el Imperio Majapahit bajo el emperador Hayam Wuruk, invadió Sulu en el año 1365. Sin embargo, en 1369, los Sulus se rebelaron y recuperaron la independencia y en venganza, asaltaron el Imperio Majapahit y su provincia. 'Po-ni (Brunei), y había invadido la costa noreste de Borneo y luego fue a la capital, saqueándola de tesoros y oro. En el saqueo de Brunei, los Sulus habían robado 2 perlas sagradas del rey de Brunei. Una flota de la capital de Majapahit logró ahuyentar a los Sulus, pero "Po-ni" quedó más débil después del ataque.

## Sinización

### Mai
La fecha más temprana sugerida para el contacto de China con Filipinas es el año 982. Gracias a los anales imperiales chinos de Chu Fan Chih y Sung Shih se conoce de la existencia de Ma-i un estado que desapareció alrededor del 1300 y que supuestamente se ubicaba en la isla de Mindoro. Aunque poco más se conoce acerca de este estado, sabemos que comerciaba con Cantón (Guangzhou) y Quanzhou porque así lo cuenta Ma Duanlin en la Historia de los Song.

### Sandao
Sandao "三嶋" en caracteres chinos, que también se conocía como Sanyu (三嶼), era una nación filipina prehispánica registrada en los anales chinos como una nación que ocupaba las islas de Jamayan 加麻延 (actual Calamian ), Balaoyou 巴姥酉 (actual Palawan), y Pulihuan 蒲裏喚 (cerca de la actual Manila). En el diccionario geográfico chino el Zhufan zhi 諸蕃志 (1225), fue descrito como un estado vasallo de la nación más poderosa de Ma-i centrada en la cercana Mindoro.

### Pulilu
Pulilu era una entidad política prehispánica centrada en Polillo, Quezon y fue mencionado en el diccionario geográfico chino Zhufan zhi 諸蕃志 (1225). Se describe como políticamente conectado a la nación de Sandao "三嶋" en los Calamianes, que a su vez era un estado vasallo del país más grande de Ma-i  "麻逸" centrado en Mindoro. Se registró que su gente era guerrera y propensa al saqueo y al conflicto. En esta zona, el mar está lleno de arrecifes de coral, que tienen superficies onduladas que se asemejan a troncos de árboles en descomposición o hojas de afeitar. Los barcos que pasan por los arrecifes deben estar preparados para hacer maniobras agudas para evitarlos porque son más cortantes que espadas y alabardas. El coral rojo y el coral langgan azul también se producen aquí, sin embargo, son bastante difíciles de encontrar. También es similar a la nación de Sandao en las costumbres locales y productos comerciales. La principal exportación de esta pequeña entidad política son los corales raros.

### Siquijor
La isla de Siquijor, en aquella época llamada Katagusan, también vivió una importante relación comercial con China. Se han encontrado evidencias arqueológicas que incluyen cerámicas y otros objetos chinos. También el arte de curación tradicional (véase: Medicina china tradicional) y el sistema de creencias (véase: Religión tradicional china se importaron y desarrollaron en el reino Katagusan. A la llegada de los españoles, el gobernante de la isla era el rey Kihod, según las crónicas de Legazpi. De hecho el nombre de la isla procede de cuando el Rey recibió a los españoles, este se presentó con las palabras Si Kihod («soy Kihod»). Los españoles erróneamente creyeron que hablaba sobre la isla, por lo que adoptaron el nombre de Sikihod, más tarde Siquijor.

### Caboloan (Pangasinán)
Luyag na Caboloan (conocido como Feng-chia-hsi-lan en China) o Huangdon de Pangasinán fue un reino del norte de Filipinas, en la cuenca del río Agno, tributario de la dinastía Ming de China y con capital en Binalatongan (actual San Carlos de Binalatongan). Fue fundado alrededor del 1350 por la mítica princesa guerrera Urduja. Fue brevemente capturado por el corsario Limahon para un año más tarde ser conquistado por los españoles en 1576.
Probablemente se hablasen las lenguas pangasinenses. Las religiones principales fueron el hinduismo y el budismo, además de animistas.

### Incursiones de Visayan contra China
Escribiendo en el siglo XIII, el historiador chino Chao Ju-Kua mencionó incursiones realizadas por Pi-sho-ye en las ciudades portuarias del sur de China entre 1174-1190 d. llegó a través de la parte sur de la isla de Taiwán. Historiadores posteriores identificaron a estos asaltantes como bisayanos, mientras que el historiador Efren B. Isorena, a través del análisis de relatos históricos y corrientes de viento en el lado del Pacífico del este y sureste de Asia, concluyó que dichos asaltantes probablemente eran la gente de Ibabao (el nombre precolonial para el costa oriental y una parte de la costa norte de Samar).

## Islamización
En 1380, se introduce el islam en Filipinas de la mano de Makhdum Karim, el primer musulmán misionero (predicador o dawwa) que en llegar al archipiélago. Los posteriores contactos con predicadores árabes, malayos y javaneses ayudaron a expandir la fe islámica entre los filipinos y surgieron varios sultanatos, es decir reinos que profesan la fe islámica. Más tarde, bajo la colonización española, el cristianismo sustituiría la preeminencia islámica, excepto en el sur. 

### Sultanato de Joló
El sultanato más destacado es el Sultanato de Joló, establecido en 1450 por Sharif ul-Hāshim con sede en el pequeño archipiélago de Joló y que abarcó partes de Indonesia, Malasia y las Filipinas. La casa real de este sultanato reivindicaban ser descendientes de Mahoma.

### Sultanato de Maguindanao
A principios del siglo XVI, llega a las islas el dawwa Mohammed Kabungsuwan, de Johor (igual que Abu Bakr), y en 1515 funda el Sultanato de Maguindanao, expandiendo el islam por la isla de Mindanao que anteriormente era sobre todo hindú. Maguindanao fue el territorio que pudo resistir más tiempo la colonización española, pues desapareció definitivamente en 1888, trescientos veinticinco años más tarde.

### Sultanatos de Lanao
Los Sultanatos de Lanao en Mindanao, Filipinas fueron fundados en el siglo XVI a través de la influencia de Shariff Kabungsuan, quien fue entronizado como primer sultán  de Maguindanao en 1520. Los maranao de Lanao estaban familiarizados con el sistema de sultanato cuando el Islam fue introducido en la zona por musulmanes misioneros y comerciantes de las regiones Medio Oriente, Indian y Malay que propagaron el Islam a Sulu y Maguindanao.
A diferencia de Sulu y Maguindanao, el sistema del sultanato en Lanao fue excepcionalmente descentralizado. El área se dividió en Cuatro Estados Soberanos de Lanao o Pat a Phangampong a Ranao que se componen de varias casas reales (Sapolo ago nem a Panoroganan o The Sixteen ( 16) Casas Reales) con jurisdicciones territoriales específicas dentro de mindanao continental. Esta estructura descentralizada del poder real en Lanao fue adoptada por los fundadores y mantenida hasta el día de hoy, en reconocimiento al poder compartido y prestigio de los clanes gobernantes en el área, enfatizando los valores de unidad de la nación ([[: wikt:unity|'

### Sultanato de Brunéi

Hacia el, el Sultanato de Brunéi controló las orillas occidentales de las Filipinas.

Alrededor del año 1500, el Sultanato de Brunéi, bajo el sultán Bolkiah, atacó el Reino de Tondó y fundó una ciudad con el nombre malayo de Kota Selurong o Kota Seludong, capital del Reino de Manila, un estado satélite de Brunéi. Más tarde, Selurong devendrá en parte de la ciudad de Maynila ubicada en el banco opuesto del río Pasig. Aunque los rajás de Tondó, la casa Lakandula, mantuvieron sus títulos y propiedades, el poder político pasó a la casa Soliman, los rajás de Manila.

### Caída del Dapitan Kedatuan
En 1667, el padre Francisco Combes, en su Historia de Mindanao, mencionó que en un momento de su historia, la gente de la isla de Panglao invadió el territorio continental de Bohol y posteriormente impuso su dominio económico y político en la zona. Consideraron a los habitantes anteriores de las islas como sus esclavos por razón de la guerra, como lo atestigua por ejemplo cómo Datu Pagbuaya, uno de los gobernantes de Panglao, consideró a Datu Sikatuna como su vasallo y pariente. La invasión de la parte continental de Bohol por parte de la gente de Panglao marcó el comienzo del llamado "reino" de Bohol, también conocido como el "Reino Dapitan de Bohol". El "reino" de Bohol prosperó bajo el reinado de los dos gobernantes hermanos de Panglao - Datu Dailisan y Datu Pagbuaya, con vínculos comerciales establecidos con los países vecinos del sudeste asiático, particularmente con el Sultanato de Ternate. El florecimiento del comercio en el "reino" de Bohol se debe a su ubicación estratégica a lo largo de los concurridos canales comerciales de Cebú y Butuan. Para que otros países como Ternate obtengan acceso a los concurridos puertos comerciales de Visayas, primero deben forjar lazos diplomáticos con el "reino" de Bohol. Las relaciones entre el Sultanato de Ternate y Bohol se agriaron cuando el sultán de Ternatan se enteró del triste destino de su emisario y sus hombres que fueron ejecutados por los dos jefes gobernantes de Bohol como castigo por abusar de una de las concubinas. Así, en 1563, los ternatanos atacaron Bohol. Veinte joangas haciéndose pasar engañosamente por comerciantes fueron enviados por el sultán de Ternate para atacar Bohol.
Cogidos desprevenidos, los habitantes de Bohol no pudieron defenderse de los asaltantes de Ternatan, que también estaban equipados con armas de fuego sofisticadas como mosquetes y arcabuces, que los boholanos vieron por primera vez. Estas nuevas armas fueron el resultado de la ayuda de los portugueses a la incursión de Ternatan en Bohol. Muchos boholanos perdieron la vida en este conflicto, incluido el hermano de Pagbuaya, Datu Dailisan. Después de la incursión de represalia de Ternatan contra Bohol, Datu Pagbuaya, que quedó como el único jefe reinante de la isla, decidió abandonar Bohol continental junto con el resto de los hombres libres porque consideraban que la isla de Bohol era desafortunada y maldita. Se asentaron en la costa norte de la isla de Mindanao, donde establecieron el asentamiento de Dapitan.

### Rivalidades entre reinos
Durante este período también hubo un conflicto territorial latente entre el Estado de Tondo y el estado vasallo de Bruneian, el Rajahnate islámico de Maynila, para el cual el gobernante de Maynila, Rajah Matanda, buscó la ayuda militar contra Tondo de sus parientes. en el Sultanato de Brunéi. Los Rajahnates hindúes de Butuan y Cebú también soportaron incursiones de esclavos y libraron guerras contra el Sultanato de Maguindanao. Simultáneamente con estas incursiones de esclavos , fue la rebelión de Datu Lapulapu de Mactan contra Rajah Humabon de Cebú. La escasa la población y los múltiples estados que compiten por el limitado territorio y la gente de las islas simplificaron la colonialización española al permitir que sus conquistadores emplearan efectivamente una estrategia de divide y vencerás para una rápida conquista.

## Los Luzones

### Los Luzones y su papel en el sur, sureste y este de Asia
En el sudeste asiático continental, Luzones ayudó al rey birmano en su invasión de Siam en 1547 d. C. Al mismo tiempo, Luzones luchó junto al rey siamés y se enfrentó al mismo ejército de elefantes del rey birmano en la defensa de la capital siamesa en Ayuthaya. La actividad militar y comercial de Lucoe llegó hasta Sri Lanka en el sur de Asia, donde se descubrió cerámica Lungshanoid hecha en Luzón en los entierros Los luzones tenían intereses militares y comerciales principalmente en el sudeste asiático con cierto alcance en el este y el sur de Asia, tanto que el soldado portugués Joao de Barros consideraba a los lucoes, que estaban militar y comercialmente activos en toda la región, "los más belicosos y valientes" de estas partes.

### Los Luzones y la conquista de Filipinas por los Habsburgo españoles
Durante la década de 1500, los Luzones eran un pueblo procedente de Luzón, Filipinas. 
que tenía redes comerciales y militares en todo el Sur, 
Sudeste y este de Asia, y había encontrado empleo tanto para el lado otomano como para el portugués cuando los otomanos concentraron la asistencia a los sultanatos del sudeste asiático en su nuevo protectorado, el Sultanato de Aceh y los portugueses conquistaron Malaca. Luzón, de donde eran los Luzones, se dividieron entre pueblos islamizados y paganos (budistas, hindúes y animistas) que lucharon entre sí. Sin embargo, Luzones encontró empleo como funcionarios en toda la región, como en los siguientes casos. Debido a la invasión del Tondo hindú por el Sultanato de Brunéi que estableció al Rajahnato de Maynila musulmán como estado títere, el príncipe de Manila y nieto del sultán Bolkiah, llamado Rajah Ache, se desempeñó como almirante de la armada de Bruneian y había reprimido una revuelta budista en el suroeste de Borneo en la ciudad de Loue además de servir como ejecutor de los intereses de Bruneian en Luzón. Asimismo, después de la expedición otomana a Aceh, el comandante otomano, Heredim Mafamede, enviado desde Suez por su tío, Suleiman, virrey de El Cairo, cuando su flota más tarde tomó Aru en el Estrecho de Malaca, que contenía 4.000 musulmanes de Turquía, Abisinia, Malabar, Guyarat y Luzón, y tras su victoria, Heredim dejó allí una guarnición cuidadosamente seleccionada bajo el mando de un Luzones filipino llamado Sapetu Diraja. Sapetu Diraja, fue entonces asignado por el sultán de Aceh la tarea de mantener Aru (noreste de Sumatra) en 1540. Incluso, los Luzones se sumaron al intento de reconquista musulmana de Malaca contra los portugueses. Los mercenarios de Luzón también participaron en un intento fallido de retomar Malaca en 1525 con la ayuda del renegado portugués Martín Avelar. El "capitán de las Luces" navegaba en el buque insignia con guerreros que Joao de Barros consideraba "los más belicosos y valerosos de estas partes". Sin embargo, los Luzones también encontraron empleo en la Malaca portuguesa, y uno de ellos, Regimo Diraja fue designado como "Temenggung" (Guión Jawi: تمڠݢوڠ) (Gobernador y General en Jefe) sobre los nativos e incluso controló y vigiló el comercio entre el Océano Índico, el Estrecho de Malaca, el Mar de China Meridional, y los principados marítimos medievales de Filipinas. La doble lealtad a los otomanos y portugueses, de los filipinos (Lucoes) que tenían redes comerciales en el este, sureste y este de Asia, tuvo efectos en los intereses turcos en el Océano Índico porque Luzón finalmente dio su lealtad a Habsburgo controlaba España en una fecha más tarde.

## Llegada de los españoles

### Logros sociales a la llegada de los españoles
Un aspecto destacado de la sociedad precolonial filipina fueron los logros en materia de igualdad social. Mujeres y hombres gozaban de los mismos derechos y privilegios. Además, no existía el concepto de virginidad como tal. Además del matrimonio entre sexos opuestos, también existía el matrimonio entre personas del mismo sexo. Los hijos nacidos fuera del matrimonio no eran motivo de vergüenza (véase: Hijo bastardo) como tampoco lo era el divorcio. Estos aspectos se ven en mitos y leyendas, donde los dioses filipinos actuaban igual.
Tras casarse, las mujeres podían o no adoptar el nombre de familia de su marido. De hecho, se daba el caso de que el hombre adoptara el apellido de su mujer si este (el nombre) era especialmente distinguido. Las mujeres y gais podían ejercer también de chamán (babaylan) de la comunidad. El matrimonio gay era a efectos prácticos igual que el matrimonio heterosexual.

### Primeros contactos
Hubo varios contactos con los españoles desde que llegó la primera expedición (Magallanes-Elcano, 1521) hasta que Filipinas fue conquistada (1564). Los españoles y misioneros quedaron impresionados con la igualdad social de los indígenas respecto a las mujeres, los gais, el matrimonio y el divorcio. Los españoles introdujeron en las islas los delitos (hasta entonces desconocidos) de, discriminación y desigualdad de género.
El historiador filipino Ambeth Ocampo advierte de este periodo solapado entre la llegada de Magallanes en 1521, considerada el fin de la época precolonial de Filipinas, y la de Miguel López de Legazpi en 1565, cuando la cultura y religión occidentales realmente marcaron el estilo de vida de los nativos filipinos.
| Cuando | Quién                    | Nave(s) | Dónde                                                                                   |
| ------ | ------------------------ | --- | --------------------------------------------------------------------------------------- |
| 1521   | Fernando de Magallanes   | Trinidad, San Antonio, Concepción, Santiago y Victoria.                                                                          | A las islas Bisayas (Sámar Oriental, Homonhon, Limasawa y Cebú).                        |
| 1525   | García Jofre de Loaísa   | Santa María de la Victoria, Espíritu Santo, Anunciada, San Gabriel, Jayson Ponce, Santa María del Parral, San Lesmes y Santiago. | A Surigao, las islas Bisayas y Mindanao.                                                |
| 1527   | Álvaro de Saavedra Cerón | Tres barcos (desconocidos). | A Mindanao.                                                                             |
| 1542   | Ruy López de Villalobos  | Santiago, Jorge, San Antonio, San Cristóbal, San Martín, y San Juan.                                                             | A las Bisayas (Sámar Oriental, Leyte), Mindanao y (Saranggani).                         |
| 1564   | Miguel López de Legazpi  | San Pedro, San Pablo, San Juan y San Lucas.                                                                                      | Primero arribando a Sámar Oriental, donde comenzó la conquista para el Imperio español. |

Magallanes y su expedición avistaron las islas Bisayas mientras buscaban las Molucas. Viendo que se trataba de un archipiélago, le dieron el nombre de archipiélago de San Lázaro, denominación que mantuvo hasta 1542, cuando el explorador español Ruy López de Villalobos las denominó islas Filipinas, en honor del entonces príncipe Felipe, futuro Felipe II de España.
Rajah Jumabón y Hara Jumamay, rey y reina de toda Cebú, aceptaron bautizarse con los nombres de Carlos y Juana (como el emperador Habsburgo y su madre) y regalos de la expedición, como el Niño de Cebú, que más bien fue ella la que se lo quería quedar. Luego, Magallanes murió el 27 de abril de 1521 en Mactán, luchando contra otra tribu de la isla cuyo jefe era Lapulapu.